# Уолтерс, Майнет
Майнет Кэролайн Мэри Уолтерс (Minette Walters) (родилась 26 сентября 1949 г.) — английская писательница, мастер детективного жанра.

## Жизнь и работа
Уолтерс родилась в Бишопс-Стортфорде в 1949 году в семье Сэмюэля Джебба и Коллин Джебб. Поскольку её отец был военным офицером, первые 10 лет жизни Уолтерс провела в переездах между армейскими базами на севере и юге Англии. Её отец умер от почечной недостаточности в 1960 году. Воспитывая Уолтерса и двух её братьев, Коллин Джебб рисовала миниатюры по фотографиям, чтобы увеличить доход семьи. Уолтерс провела год в школе аббатства в Рединге, Беркшир, прежде чем выиграть стипендию фонда в школе-интернате Годольфин в Солсбери.
Во время перерыва между школой и Даремским университетом в 1968 году Уолтерс стала волонтером в Израиле в британской компании The Bridge. Она работала в Кибуце, а также в Иерусалиме, в приюте для мальчиков-правонарушителей. Она окончила Тревельянский колледж в Дареме в 1971 году, получила степень бакалавра французского языка. Майнет познакомилась со своим мужем Алеком Уолтерсом, когда была в Дареме. Они поженились в 1978 году. У них двое сыновей: Роланд и Филипп.
Уолтерс устроилась в журнал IPC Magazines в качестве младшего редактора в 1972 году, а в следующем году она стала редактором раздела женской еженедельной библиотеки. В свободное время она писала романтические новеллы и рассказы, это приносило ей дополнительный доход. Уолтерс стала фрилансером в 1977 году. Она продолжила писать для журналов, чтобы оплачивать свои счета.
Её первый полноценный роман «The Ice House» был опубликован в 1992 году. На написание книги ушло два с половиной года, она была отвергнута большим количеством издательств. В результате издательство Macmillan Publishers купило книгу за 1250 фунтов стерлингов. Книга получила премию Ассоциации писателей-криминалистов Джона Кризи за лучший первый роман. За четыре месяца права на роман приобрели 11 иностранными издательств. Уолтерс была первым автором криминальных фильмов и триллеров, получившим сразу три главных приза за свои первые три книги. Второй роман Майнет Уолтерс «The Sculptress» , который она написала после работы волонтёром в тюрьме, получил премию имени Эдгара Аллана По.  За третий роман "The Scold’s Bridle" Уолтерс получила премию Ассоциации писателей-криминалистов.
Уолтерс описывает себя как писателя-исследователя, который никогда не использует привычных сюжетных схем. Она начинает с простых предпосылок, и до самой середины рассказа, наравне с читателем, не представляет, что происходит. Она остается в восторге от каждого своего романа, потому что проживает его точно так же, как и читатель.
В рамках британского проекта Quick Reads, направленного на развитие грамотности среди взрослых, которые испытывают трудности с чтением, Уолтерс написала повесть из 20 000 слов под названием "Chickenfeed". Книга получила две награды как лучшая новелла в жанре «Quick Reads». В дальнейшем она была переведена на несколько языков.
В сентябре 2007 года Уолтерс выпустила в Великобритании свою четырнадцатую книгу «The Chameleon's Shadow».
3-7 марта 2008 г. BBC2 транслировала «Самое известное убийство», телевизионный конкурс талантов, в котором Уолтерс обучала и судила шесть знаменитостей. Победитель получал возможность опубликовать свой роман при поддержке издательства "Pan Macmillan" во Всемирный день книги. Конкурс выиграла актриса Шерри Хьюсон, её дебютный роман «The Tannery» был опубликован в марте 2009 года.
После 10-летнего перерыва, в течение которого Уолтерс опубликовала всего две новеллы, писательница решила попробовать создавать исторические романы  . Первый, «The Last Hours», повествовал о жизни в период второй пандемии чумы. Вслед за ним был опубликован роман "The Turn of Midnight", продолжающий историю предыдущей книги.
В 2019 году Уолтерс получила должность заместителя лейтенанта Дорсета.

## Экранизации
Первые пять книг Уолтерс были адаптированы для телевидения BBC.
- Скульптура — адаптировано 1996 г .; снимались Полин Квирк и Кэролайн Гудолл .
- Ледяной дом — адаптировано 1997 г .; снимались Дэниел Крейг, Фрэнсис Барбер и Корин Редгрейв .
- Уздечка ругательства — адаптировано 1998 г .; снимались Миранда Ричардсон, Сиан Филлипс, Вирджиния МакКенна и Труди Стайлер .
- Эхо — адаптировано 1998 г .; снимались Клайв Оуэн и Джоэли Ричардсон .
- Темная комната — адаптировано в 1999 году; снимались Дервла Кирван и Джеймс Уилби .

## Награды и номинации
- 1992 — Премия Джона Кризи Ассоциации писателей-криминалистов : Ледяной дом
- 1994 — Премия Эдгара Аллана По в Америке и премия Макавити: Скульптура
- 1994 — Премия CWA Gold Dagger: The Scold’s Bridle
- 1995 — Премия CWA Gold Dagger (шорт-лист): Темная комната
- 1995 — Лучший перевод года в Японии, Kono Mystery ga Sugoi! 1996 : Скульптура
- 2000 — Приз Пелле Розенкранца, Дания: Форма змей
- 2001 — Премия CWA Gold Dagger (шорт-лист): Acid Row
- 2002 — Премия CWA Gold Dagger: Fox Evil
- 2006 — Награда «Любимая программа учащихся по быстрому чтению»: Chickenfeed
- 2007 — Премия книги вдохновения Ковентри: Chickenfeed
- 2010 — Лучшая иностранная загадка Хонкаку десятилетия (шорт-лист): Форма змей